# Laghetti

Il territorio del comune di Egna, del quale Laghetti è frazione

Laghetti (Laag in tedesco, Låg in dialetto sudtirolese e ladino) è una frazione del comune italiano di Egna di 1.350 abitanti della provincia autonoma di Bolzano, abitato in maggioranza da italiani (circa 70% secondo il censimento del 1890). Laghetti è comune catastale.

## Geografia fisica
Il borgo è situato in fondovalle, a 213 m s.l.m., sulla sinistra orografica dell'Adige, a circa 29 km a sud di Bolzano. A sud dell'abitato sorge la Fossa Porzen, canale artificiale di drenaggio del fondovalle, che sfocia poi nell'Adige otto chilometri più a valle.
La stazione ferroviaria di riferimento è Magrè-Cortaccia (Margreid-Kurtatsch), nella quale fermano treni regionali. Lo svincolo autostradale si trova a Egna sull'A22. Nei pressi della località di S. Floriano sorge la centrale per la produzione dell'energia elettrica che è collegato da una condotta di 10 km (che perfora dal basso verso l'alto il fianco della vallata) al lago artificiale di Stramentizzo (che si trova in Valle di Cembra).
Laghetti è distante 5 km dal capoluogo di comune. Questa distanza rende il paese autonomo determinandone una forte identità.

## Origini del nome
Attestato nel 1237 nella forma ze Lage e nel 1525 quale Lag (sudtirolese Låg), la base etimologica è da considerarsi il germanico låg,  a sua volta derivante dal proto-germanico *lōgą (“sito, fondazione, campo”) e proto-indo-europeo *legʰ- (essere situato, giacere), affine al gaelico loch, attraverso il latino "lacus" (lago) riferito a un ristagno dell'Adige. È del 1314 la menzione documentale di Haymo de Lachu quale abitante di Laghetti, il cui figlio Egeno invece si trasferì a Egna.

## Storia

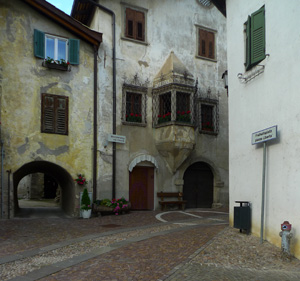
Edificio antico a Laghetti

La peculiarità storica del paese di Laghetti risiede nel patrimonio etnoantropologico dei suoi abitanti. In particolare, l'idioma locale, che ancora oggi differisce dalle parlate dei paesi viciniori, rappresenta un interessante connubio tra la lingua retico-germanica autoctona e le lingue romanze dell'arco alpino.
Molti sono gli studi attorno all'origine etnologica dei Lagheri, ma l'apporto più importante deriva senza dubbio dalle ricerche etimologiche ed archeologiche di Gaetano Cembran, Bruno Pedri, Herbert Rossi e David Tomasi.
Cembran è il compianto autore dei fondamentali 'l nôs paëś e del primo dizionario italiano/retico-laghero, pubblicato in prima edizione negli anni sessanta e tutt'oggi conservato presso la Biblioteca del paese. La definizione di lingua retica è tuttavia una costruzione storico-linguistica, in quanto trattasi di una lingua estinta, parlata anticamente dalle popolazioni retiche autoctone dell'Unterland/Bassa Atesina. La parlata contemporanea in uso presso gli abitanti di Laghetti presenta forti influenze da parte dei dialetti tridentini e ladini, nonché del sudtirolese moderno.
Tuttavia, gli studi di Cembran, Tomasi e Demetz portano alla luce evidenti tracce etimologiche prelatine nell'area atesina meridionale. È il caso di termini come Stroč (il sentiero, vicino al celtico ed al mediolatino trogium), Crån (Il castello, retico/celtico carn), ſluſegar (il risplendere, sanscrito Leuk), Croz (Masso, pietra, retico/celt. Caros). Altri termini derivano direttamente da lingue germaniche quali Špÿar (il sentire, il presagire, da Spur) o đåm (l'argine, dal ted. Damm).
L'antico idioma va ormai scomparendo, soppiantato dai dialetti trentini e sudtirolesi oltre che da una forte influenza italofona, tuttavia paesi come Laghetti, San Floriano, Magrè e Salorno hanno ancora forti legami con l'antico passato, mantenendo un essenziale componente grammaticale di matrice germanico-latina. La peculiare fonetica del dialetto laghero richiede, nella traslitterazione in lettere latine, l'aggiunta di alcuni segni fonetici degli alfabeti germanici e scandinavi, quali ä, ë, ï, ö, ü, ß, ø, ſ, ÿ, č e å.
Questo perché l'antica lingua utilizzava, sino alla conquista romana, l'alfabeto runico dell'Unterland, in seguito chiamato Alfabeto Retico di Bolzano-San Zeno, progenitore del Futhark Scandinavo.
Uno dei maggiori esempi delle Rune dell'Unterland (area compresa tra il Mittelberg e Laghetti) è il sito archeologico della necropoli di Vadena/Pfatten, a nord ovest di Laghetti.
Il legame della popolazione laghera con i popoli retici e germanici dell'area scandinava risiede inoltre nel patrimonio genetico comune alle famiglie più antiche del luogo. Fino ad oggi infatti, oltre alla denominazione d'uso comune mediante cognomi, le famiglie del ceppo antico vengono spesso indicate col nome d'appartenenza al clan, similmente a quanto avviene presso le popolazioni di origine gaelica in Irlanda, Galles e Scozia. Alcuni esempi: Pÿstor, Capelot, Bårtl, Caÿca, Paolaz, Hansøla, che vanno ad affiancare tradizionali cognomi (oggi spesso resi nella loro forma italianizzata a seguito dell'opera di Ettore Tolomei durante l'epoca fascista) quali Ceolan (Kaylan, Tscheol), Cembran (Kymbar, Zimbern), Girardi (Geirharð), Lazzeri (Latser, Lazar-us), Nicolussi (Nikolaus, Niklauser), Gabasch (Gabåš), Fragösch (Fragøš), Stimpfl, Tomasi (Thomas, Thomaser), Atz, Zanot (Johann, Gian, Schguanin/er), Amort e Anegg (Anich).
Oltre al sostrato autoctono retico, il Paese ha visto una dominanza germanico-cembrano-cimbra per secoli, vista la particolare posizione del borgo, ai piedi del monte Mådruđ.
Secondo il Prof. David K. Faux, la simile componente genetica delle popolazioni locali (con particolare riferimento alla matrice cimbrogermanica del Trentino-Alto Adige), caratterizzate dall'aplogruppo Y-DNA R-U152, rappresenta una sostanziale componente identica a quello dei Cimbri della penisola danese dello Jutland, e a quello delle popolazioni vichinghe della Norvegia. Tuttavia, va ricordato che l'identità tra il patrimonio genetico scandinavo e quello cimbro viene però ipotizzata solamente per gli abitanti delle aree oggi appartenenti alla Bassa Atesina (Alto Adige), Val di Cembra e Luserna (Trentino), mentre per quanto riguarda la zona di Asiago (Veneto) non è stato possibile trovare alcun marcatore biologico comune. Gli studi di Tomasi per il Südtiroler Lehrerbund ed il Verein für Heimatpflege Innsbruck e Faux, pubblicati dall'Università di Copenaghen, Danimarca, hanno inoltre contribuito alla ricerca archeologico-linguistica dell'intero arco alpino, sviluppando la divulgazione scientifica attorno alle matrici storiche delle popolazioni autoctone del Trentino-Alto Adige promosse da Gianni Ciurletti e Lorenzo Dal Ri, nel loro lavoro per la Soprintendenza ai BB. Archeologici della Provincia di Trento e Bolzano e per il Museo Retico di San Zeno.
La configurazione attuale di Laghetti, sia sociale che urbana, si è determinata tra il XV ed il XIX secolo. I primi abitanti provengono dalle zone limitrofe montane, soprattutto come lavoratori dalla Baviera e dal Tirolo storico. Attraverso la bonifica del fondovalle (iniziata peraltro già in epoca Romana a seguito dell'insediamento della vicina Endidae) dell'Adige (iniziata sotto l'impero di Maria Teresa d'Austria) si attiva un nuovo, forte flusso migratorio dalla Val di Cembra. Durante il fascismo, il borgo è stato in seguito separato dal mandamento di Bolzano e aggregato a quello di Trento e solo nel 1946 è tornata dalla provincia autonoma di Trento alla provincia autonoma di Bolzano in seguito all'accordo De Gasperi-Gruber. La giovinezza del paese nella sua attuale costituzione lo rende per molti versi dinamico e aperto alle innovazioni.
La piazza principale è dedicata a  Giovanni Prati quella del centro storico ad Albrecht Duerer, esiste anche la piazzetta della Libertà, la strada principale è dedicata a Dante le altre denominazioni delle strade sono prese dalle caratteristiche come via dei Pini, Cava, Chiesa Nuova fatto positivo e indicante l'equilibrio etnico linguistico che ne distingue la convivenza sociale. Certo un asilo e una scuola unica sarebbe il plus per non creare divisioni già fra i bambini

## Monumenti e luoghi d'interesse
A Laghetti nei pressi della località di San Floriano si incontrano due strutture interessanti: la prima è il cosiddetto ospizio di San Floriano, in lingua tedesca detto Klösterle (letteralmente "conventino"), verosimilmente risalente al XIII secolo. Di impianto ancora romanico, si è conservato ai margini delle modificazioni edilizie della zona. È situato sui declivi della montagna sul versante sinistro dell'Adige, in posizione elevata, verosimilmente per evitare inondazioni, come quella che aveva travolto la precedente costruzione di medesima funzione, posta più a valle. Era un complesso destinato al ricovero dei viandanti e pellegrini che percorrevano questa importante via di comunicazione e si è conservato in ottimo stato. Dal 2009 il comune di Egna, proprietario dell'immobile, ha iniziato dei lavori di ampio restauro e messa in sicurezza con l'obiettivo di renderlo nuovamente accessibile.

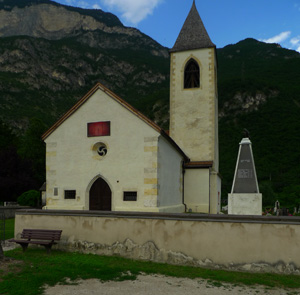
Chiesetta di S. Lorenzo

Il Klösterle è il punto di partenza del sentiero del Dürer che arriva fino alle piramidi di terra di Segonzano.
La seconda struttura risulta essere in relazione alla prima: si tratta della chiesa di San Floriano, posta immediatamente a lato della strada provinciale: è una delle rare chiesette in stile romanico sopravvissute in Alto Adige, senza essere stata modificata in seguito in stile gotico. Nell'abside, all'esterno, si notano decorazioni tipiche del romanico, la struttura appare composita ed in parte interrata. Si ritiene che fosse parte integrante di un complesso più ampio, poi travolto dalle acque del fiume e pertanto spostato in seguito più a monte, appunto l'hospitale di cui sopra.
Nel 2010 su incarico del comune di Egna lo scultore cembrano Egidio Petri su progetto degli architetti Bruno ed Enrico Pedri ha realizzato una "capanna alpestre in rovina" secondo l'omonimo acquarello di Albrecht Dürer, il cui originale si trova presso la Biblioteca Ambrosiana di Milano. La scultura è rimasta esposta dall'11 dicembre 2010 al 6 gennaio 2011 in piazza Libertà.

## Festività e manifestazioni
Giovedì Grasso, nel pomeriggio: VKE e Uhr-su-la-Wond
1-3.3. "trato marzo", dalla tradizione trentina
1.5.  festa del bambino del VKE
2.6. Corsa podistica Lenti e Veloci
un venerdì di luglio: "Laag in weiß / Laghetti in bianco", tavolata dei Laghèri in Piazza Centrale
10.8. Festa del patrono S. Lorenzo
31.10. Festa delle Streghe in Piazza Dürer (VKE)
8.12. Festa del patrono SS Immacolata, in tedesco "Winterkirchtig"
Novembre/Dicembre, nei fine settimana: "Nadal sul Stròz del Dürer"  (natale sul sentiero del Dürer)